# كاتسوهيسا هوكي
كاتسوهيسا هوكي (宝亀克寿 هوكي كاتسوهيسا) هو ممثل ياباني ولد في 30 أكتوبر 1946 في ناغاساكي.

## أدواره في الأنمي

### مسلسلات أنمي تلفزيونية
- ون بيس - غيكو موريا، جيمبي (الصوت الثاني)
- خيميائي الفولاذ FULLMETAL ALCHEMIST - ريفن
- سول إيتر - راسبوتين
- كاوبوي بيبوب - بيكر بانتشوليرو
- داركر ذان بلاك: المقاول الأسود - ناوياسو كيريهارا
- ديث نوت - كييتشيرو أوسوريدا
- المنافس الشرس كايجي - أوهيرو
- روميو x جولييت - كونراد
- غيلتي كراون - أكينا كوهوين
- ساموراي تشامبلو - دايغورو
- الأرجوحة الطائرة - مخرج الفيلم
- غوين ساغا - تاليو
- دار الأوراق الخمس - المتقاعد
- ستار درايفر - كينزو أوسوي
- شاكوغان نو شانا - بهيموت
- شاكوغان نو شانا III(فاينل) - بهيموت
- كود غياس: لولوش المتمرد - باتلي أسبريوس
- كود غياس: لولوش المتمرد R2 - باتلي أسبريوس
- سلايرز - روديموس
- تايغر آند باني - بن جاكسون
- حفيد نوراريهيون: عاصمة العفاريت - كوراماياما نو أوتنغو
- أرك ذا لاد - أندل
- لوست يونيفرس - دارليس
- سبيس داندي - فضائي السراويل
- معرض الفن المزيف - دافاروس
- مغامرة جوجو الغريبة: الماس لا ينكسر - ريوهيه هيغاشيكاتا
- جاندام بيلد فايترز تراي - رال-سان (الصوت الثاني)
- يوغي ARC-V - والد سيلفيو ساواتاري

### أوفا أنمي
- سوبرنتشرل ذي أنيميشن - المفتش سانتشيز

### أفلام أنمي
- سيف الغريب - كاتشو
- سلسلة أفلام بريك بليد
  - بريك بليد: الفصل الثالث «جرح سيف القاتل» - أيليس
  - بريك بليد: الفصل الرابع «أرض الكارثة» - أيليس

## أدواره في ألعاب الفيديو
- ون بيس: بيرنينغ بلاد - جيمبي

## أدواره في الدبلجة اليابانية
- دامو ستحيل - موتور إد
- ماي ليتل بوني: فرندشيب إز ماجيك - السيد فلاتر
- سيد الخواتم: عودة الملك - غوثموغ
- عالم غامبول المدهش - غيلورد روبنسون
- مختبر دكستر - كوزي
- بطاريق مدغشقر - موريس
- كوردج الجبان - دكتور فندالو، لو كواك
- زولاندر - موري بولستاين

## وصلات خارجية
- كاتسوهيسا هوكي على موقع IMDb (الإنجليزية)
- كاتسوهيسا هوكي على موقع ميوزك برينز (الإنجليزية)
- كاتسوهيسا هوكي على موقع قاعدة بيانات الفيلم (الإنجليزية)
- كاتسوهيسا هوكي على موقع ANN person (الإنجليزية)